# Paolino di Milano
Paolino di Milano (370 circa – 428/429) è stato un biografo romano.

## Biografia
Paolino è conosciuto anche come Paolino Diacono per esserlo stato dal 397. Fu, inoltre, segretario e biografo di Sant'Ambrogio fino alla sua morte sempre in quello stesso anno, dopo il quale entrò in rapporti stretti con Agostino, trasferendosi a Cartagine almeno fino al 411.

## Opere
Nel 411, infatti, Paolino, a Cartagine, compose sei tesi che definivano le teorie di Pelagio come eresia, costringendo il pelagiano Celestio a diventare presbitero a Cartagine e a trasferirsi ad Efesoː l'opera ci è pervenuta con il titolo Libellus adversus Coelestium.
Tuttavia, Paolino è più noto per la biografia di Sant'Ambrogio (Vita Ambrosii) scritta su sollecitazione di Agostino d'Ippona nel 422. La biografia, come egli stesso scrive nella dedicatoria ad Agostino, ricalca lo schema delle agiografie di Paolo ed Antonio scritte da san Girolamo e della vita di Martino di Tours composta da Sulpicio Severo. 
A parte i due capitoli iniziali, che fungono, come detto, da Praefatio, la biografia si snoda in 53 capitoletti, l'ultimo dei quali, riprendendo ad anello la prefazione, consegna l'opera nelle mani di Agostino come esempio di virtù e dei doveri liturgici incarnati dal vescovo di Milano.